# ミロシュ・ゼマン
ミロシュ・ゼマン（Miloš Zeman、1944年9月28日 - ）は、チェコ共和国の政治家。第3代大統領（2013年 - 2023年）。首相（1998年 - 2002年）、下院議長（1996年 - 1998年）、チェコ社会民主党（CSSD）党首（1993年 - 2001年）を歴任。2007年、イジー・パロウベク執行部と対立し、CSSDを離党し、2009年に新政党市民権党を設立した。

## 経歴
中央ボヘミア州のコリーン生まれ。プラハ経済大学卒業。1968年の「プラハの春」の最中、チェコスロバキア共産党に入党するが、ソ連による軍事介入に反対したため、1970年に除名される。1989年、市民フォーラムの指導者の一人としてビロード革命に参加した。その後、社会民主党（CSSD）の党首となり、下院議長や首相を務めた。2003年の大統領選挙に立候補を表明し、社民党内で多数の支持を得たが、ヴラジミール・シュピドラ率いる党執行部に批判的な姿勢のため、党内対立を招き立候補を辞退した。最終的に、前法相のヤロスラフ・ブレシュが社民党の大統領候補に指名された。その後も執行部との対立関係が続き、2007年に離党し「市民権党」を設立した。
2013年の大統領選挙に再び立候補し、当選した。2018年に再選。
いくつかの病気を抱えており、2021年10月8-9日に執行された下院選挙では医師の進言に従ってプラハ市内の学校でなく別邸で投票を行った。その選挙で与党ANO 2011は予想外に伸び悩み、アンドレイ・バビシュ首相と会談した直後に病院に入院。集中治療室に収容され、病気の合併症が原因と担当医師より公式発表された。11月25日には退院しようとしたが、新型コロナウイルス感染症の感染が確認された為さらに2日間入院は延長された。
2022年10月19日、2期目の任期を終える2023年3月をもって政界から引退することを表明した。
- ロシアのウラジミール・プーチン大統領と（2002年4月17日）
- イスラエルのルーベン・リブリン大統領と
- エストニア大使のエヴァ＝マリア・リーメッツと（2018年8月22日）